# Booré (Bokin)
Pour les articles homonymes, voir Booré.
Booré, également orthographié Bôoré ou Boré, est une commune rurale située dans le département de Bokin de la province du Passoré dans la région Nord au Burkina Faso.

## Géographie
Booré est situé à 16 km à l'est du centre de Bokin, le chef-lieu du département, à 5 km à l'est de Sarma et à environ 75 km à l'est de Yako. La commune est traversée par la route régionale 20 reliant Yako à Kaya.

## Économie
Du fait de sa localisation sur un axe majeur de la région, l'activité économique de Booré est fortement liée au commerce et aux échanges marchands.

## Santé et éducation
Le centre de soins le plus proche de Booré est le centre de santé et de promotion sociale (CSPS) de Sarma tandis que le centre médical avec antenne chirurgicale (CMA) de la province se trouve à Yako.